# 실라 켈리
실라 켈리(영어: Sheila Kelley, 1961년 10월 9일 ~ )는 미국의 배우이다.

## 출연 작품
- 라스트 위켄드 (2014년) - 비비안 역
- 더 게스트 (2014년) - 로라 피터슨 역
- 모짜르트와 고래 (2005년) - 제니스 역
- 매치스틱 맨 (2003년)
- 제니 프로젝트 (2001년)
- 블루 이구아나 (2000년)
- 너스 베티 (2000년)
- 산타페 (1997년)
- 어느 멋진 날 (1996년) - 크리스틴 역
- 비밀과 거짓말 (1996년) - 가임기의 엄마 역
- 여비서 (1995년)
- 사라의 이중 생활 (1994년)
- 히스테리 (1994년)
- 그래서 난 도끼 부인과 결혼했다 (1993년)
- 패션 피쉬 (1992년)
- 클럽 싱글즈 (1992년)
- 탈주자(영어판) (1991년)
- 프록터의 행운 (1991년)
- 웨어 더 하트 이즈 (1990년)
- 모탈 패션스 (1989년)
- 작은 도둑 큰 도둑 (1989년)
- 세 아들 (1989년)
- 젊은 연인들 (1988년)
- 위스 유 워 히어 (1987년)
- 어느 멋진 날 (1979년)

### 텔레비전
- L.A. 로 (1990-93)
- 천사의 손길 (1998)
- ER (1998-99)
- 블라인드 저스티스 (2005)
- 소프라노스 (2006)
- 로스트 (2010)
- 하와이 파이브-0 (2010)
- 가십걸 (2011-12)
- NCIS (2012)
- 굿 닥터 (2018-현재)